# Pantherinae
Sous-famille
Genres de rang inférieur
- Neofelis
- Panthera

Les Panthérinés (Pantherinae) sont une sous-famille de Félidés rassemblant la plupart des grands félins actuels. Cette sous-famille comprend deux genres et sept espèces actuelles : la Panthère nébuleuse, Neofelis diardi, le Lion, le Léopard, la Panthère des neiges, le Jaguar et le Tigre. Les Panthérinés sont des félins de moyenne à grande taille.
Historiquement reconnu à partir de caractéristiques morphologiques et comportementales, le clade des Panthérinés a été confirmé par les études génétiques. Ils se sont répandus depuis l'Asie vers l'Afrique, l'Europe puis l'Amérique. Leur histoire évolutive est marquée par l'extinction de plusieurs espèces, comme le Lion américain (Panthera atrox) ou le Jaguar européen (Panthera gombaszoegensis) vers la fin du Pléistocène supérieur.
Autrefois largement répandues sur les quatre continents et s'adaptant à de nombreux biotopes allant de la savane africaine aux montagnes de l'Himalaya, les populations de grands félins ont fortement décliné, notamment en raison d'une chasse excessive et de la perte de leur habitat. L'Union internationale pour la conservation de la nature (UICN) classe les différentes espèces de Panthérinés de « quasi menacée » à « en danger » d'extinction.

## Historique
Dans les années 1980 à 1990, Neofelis a pu être considéré comme un sous-genre de Panthera, ou encore inclure d'autres félins comme le Tigre (Panthera tigris) (basé sur la proximité du répertoire vocal de ces deux félins) ou le Chat marbré (Pardofelis marmorata) (basé sur la ressemblance du pelage de ces deux félins).
L'ancien genre Uncia est désormais considéré comme un synonyme de Panthera,.

## Caractéristiques

### Comportement
Au niveau postural, les Panthérinés étirent leur queue derrière eux et gardent les pattes antérieures à l'avant du corps lorsqu'ils se couchent tandis que les petits félins enroulent leur queue autour de leur corps et replient leurs pattes sous le corps.

### Structure crânienne

L’os hyoïde chez le lion.

Les félins de la sous-famille des Pantherinae possèdent un ligament de l’os hyoïde peu ou pas ossifié, ce qui leur permettrait de rugir mais pas de ronronner. La capacité de rugir grâce à un os hyoïde peu ou pas ossifié est l’hypothèse historique ayant permis de classer les différentes espèces de félins par Richard Owen puis par Reginald Innes Pocock en 1916 : il existait les félins « rugissants » (donc non-ronronnant) de la sous-famille des Panthérinés et les « non-rugissants » (donc ronronnant) de la sous-famille des Félinés. Toutefois, la Panthère nébuleuse et Neofelis diardi présentent un os hyoïde totalement ossifié, et cette particularité anatomique ne peut à présent être reliée qu'au genre Panthera.

## Histoire évolutive

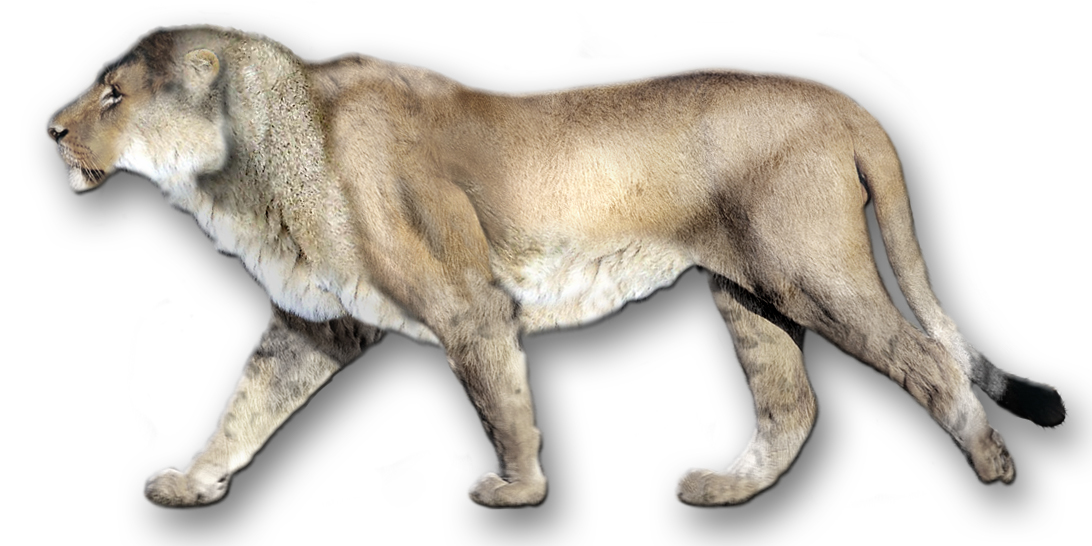
Reconstitution d'un Lion américain, espèce disparue il y a environ 12000 ans.

La phylogénie s'est longtemps basée sur l'étude des fossiles et de la morphologie d'un animal afin de déterminer l'apparition et la parenté d'une espèce. La phylogénie moderne s'appuie désormais sur les analyses génétiques en raison du nombre peu important de fossiles de félins. Des analyses génétiques effectuées en 2006 sur les chromosomes sexuels et l'ADN mitochondrial de toutes les espèces de félins, conjuguées à des recherches paléontologiques, ont montré que le genre connu le plus proche du dernier ancêtre commun des espèces actuelles de Félidés est Pseudaelurus, qui vivait sur le continent asiatique il y a environ 10,8 millions d'années, date vers laquelle les lignées des Panthérinés et des Félinés auraient divergé. Les genres Neofelis et Panthera auraient ensuite divergé vers la fin du Miocène il y a environ 6,4 millions d'années.
Le plus vieux Panthériné connu est Panthera blytheae, dont on a découvert les fossiles en 2010 sur les hauts-plateaux du Tibet. Il daterait de 5,9 à 4,1 millions d'années. Les chercheurs le rapprochent de Panthera uncia, ce qui est en contradiction avec l'étude de 2006 qui datait le dernier ancêtre commun des espèces actuelles du genre Panthera à environ 3,7 millions d'années, jetant ainsi le doute sur la précision de toutes ces datations.
Le genre Panthera s'est répandu sur tout le globe en profitant des différentes périodes de glaciation durant lesquelles la baisse du niveau des océans permettait notamment le passage par la Béringie entre l'Asie et l'Amérique. Les précurseurs du jaguar et du lion conquirent l'Amérique du Nord à la fin du Pliocène, il y a trois à quatre millions d'années. Il y a près de trois millions d'années, l'isthme de Panama se forma et permit aux félins, notamment au jaguar, de se répandre en Amérique du Sud,.
Le tigre est apparu avant le jaguar et le léopard, et est étroitement apparenté à la Panthère des neiges : tigre et panthère des neiges auraient divergé il y a deux millions d'années. Il y a 74 000 ans, le tigre aurait frôlé l'extinction en raison de l'éruption du volcan Toba à Sumatra. L'histoire évolutive des Panthérinés a été finalement bouleversée par l'extinction du Quaternaire : de la fin du Pléistocène supérieur au début de l'Holocène, de nombreuses espèces de la mégafaune du Pléistocène disparaissent, notamment en Amérique du Nord. Le Lion américain (Panthera atrox) et le Jaguar européen (Panthera gombaszoegensis) s'éteignent à cette époque. Le jaguar a probablement survécu parce qu'il était bien implanté en Amérique du Sud : la dernière vague d'expansion de ce félin date d'il y a 10 000 à 8 000 ans, lorsque ses populations se sont à nouveau répandues vers le nord.

## Classification
La sous-famille des Pantherinae fait partie de la famille des Felidae,.
- Carnivora
  - Feliformia
    - Felidae
      - † Machairodontinae
      - Felinae
      - Pantherinae
        - Neofelis
        - Panthera

## Phylogénie
La sous-famille des Pantherinae compte 2 genres et 7 espèces.
Arbre phylogénétique de la sous-famille Pantherinae :
|  | Neofelis diardi - Panthère nébuleuse de Bornéo |
|  |                                                |
|  | Neofelis nebulosa - Panthère nébuleuse         |
|  |                                                |

|  | Panthera tigris - Tigre              |
|  |                                      |
|  | Panthera uncia - Panthère des neiges |
|  |                                      |

|  | Panthera onca - Jaguar                                                            |
|  |                                                                                   |
|  | \| \| Panthera leo - Lion \| \| \| \| \| \| Panthera pardus - Léopard \| \| \| \| |
|  |                                                                                   |
|  | Panthera leo - Lion                                                               |
|  |                                                                                   |
|  | Panthera pardus - Léopard                                                         |
|  |                                                                                   |

|  | Panthera leo - Lion       |
|  |                           |
|  | Panthera pardus - Léopard |
|  |                           |

|  | Panthera tigris - Tigre              |
|  |                                      |
|  | Panthera uncia - Panthère des neiges |
|  |                                      |

|  | Panthera onca - Jaguar                                                            |
|  |                                                                                   |
|  | \| \| Panthera leo - Lion \| \| \| \| \| \| Panthera pardus - Léopard \| \| \| \| |
|  |                                                                                   |
|  | Panthera leo - Lion                                                               |
|  |                                                                                   |
|  | Panthera pardus - Léopard                                                         |
|  |                                                                                   |

|  | Panthera leo - Lion       |
|  |                           |
|  | Panthera pardus - Léopard |
|  |                           |

|  | Neofelis diardi - Panthère nébuleuse de Bornéo |
|  |                                                |
|  | Neofelis nebulosa - Panthère nébuleuse         |
|  |                                                |

|  | Panthera tigris - Tigre              |
|  |                                      |
|  | Panthera uncia - Panthère des neiges |
|  |                                      |

|  | Panthera onca - Jaguar                                                            |
|  |                                                                                   |
|  | \| \| Panthera leo - Lion \| \| \| \| \| \| Panthera pardus - Léopard \| \| \| \| |
|  |                                                                                   |
|  | Panthera leo - Lion                                                               |
|  |                                                                                   |
|  | Panthera pardus - Léopard                                                         |
|  |                                                                                   |

|  | Panthera leo - Lion       |
|  |                           |
|  | Panthera pardus - Léopard |
|  |                           |

|  | Panthera tigris - Tigre              |
|  |                                      |
|  | Panthera uncia - Panthère des neiges |
|  |                                      |

|  | Panthera onca - Jaguar                                                            |
|  |                                                                                   |
|  | \| \| Panthera leo - Lion \| \| \| \| \| \| Panthera pardus - Léopard \| \| \| \| |
|  |                                                                                   |
|  | Panthera leo - Lion                                                               |
|  |                                                                                   |
|  | Panthera pardus - Léopard                                                         |
|  |                                                                                   |

|  | Panthera leo - Lion       |
|  |                           |
|  | Panthera pardus - Léopard |
|  |                           |